# Mazeppa (Oper)
Mazeppa (russisch: Мазепа, Masepa) ist eine Oper in drei Akten von Pjotr Iljitsch Tschaikowski (Musik). Das Libretto schrieben Tschaikowski und Viktor Burenin nach dem Gedicht Poltava von Alexander Puschkin.

## Handlung

### Erster Akt
Szene 1 (Anwesen der Kotschubejs am Ufer des Dnjepr): Im Hause der Kotschubejs im Dorf Poltawa ist der Hetman (Kosakenhauptmann) Mazeppa, der Oberbefehlshaber der ukrainischen Truppen, zu Gast. Maria, die Tochter der Kotschubejs, liebt ihn und muss deshalb ihren Jugendfreund Andrej, als er ihr seine Liebe gesteht, zurückweisen. Als Mazeppa selbst bei Marias Vater um ihre Hand anhält, nimmt ihn dieser erst nicht ernst. Schließlich ist Mazeppa sehr alt und außerdem Marias Patenonkel. Mazeppa aber erzählt, Maria liebe ihn bereits und sei vielleicht schon schwanger von ihm. Da wird Kotschubej wütend und verweist ihn seines Hauses. Mazeppa ruft seine Wache und kurz, bevor es zu einem Kampf kommt, wirft sich Maria selbst dazwischen. Der Hetman stellt sie vor die Wahl mit ihm zu gehen oder zu Hause zu bleiben und ihn nie wieder zu sehen. Maria hält zu Mazeppa und wird von den Kosaken mitgenommen.
Szene 2 (ein Zimmer im Haus der Kotschubejs): Ljubow trauert um den Verlust ihrer Tochter und versucht, ihren Mann zu einem Kampf gegen Mazeppa zu bewegen. Wassili Kotschubej aber spinnt eine Intrige: Aus der Zeit der Freundschaft mit Mazeppa weiß er, dass dieser eine Verschwörung gegen den Zaren Peter den Großen zur Befreiung der Ukraine plante. Diese will er dem Zaren verraten. Andrej, nach der Zurückweisung von Maria verzweifelt, erklärt sich bereit, die Nachricht zu überbringen.

### Zweiter Akt
Szene 1 (Verlies in Mazeppas Schloss, des Nachts): Der Plan ging schief. Mazeppa, der immer das Vertrauen des Zaren hatte, lastet die Verschwörung Kotschubej an. Dieser gesteht unter Folter und wird zum Tode verurteilt. Jetzt sitzt er im Gefängnis. Orlik versucht noch erfolglos, das Versteck seiner Reichtümer aus ihm herauszupressen.
Szene 2 (auf einer Terrasse von Mazeppas Schloss, dieselbe Nacht): Maria weiß nichts von ihrem Vater, spürt aber, dass etwas nicht stimmt. Sie fühlt sich vernachlässigt, da Mazeppa ständig arbeitet. Mazeppa versucht, sie zu beruhigen, und weiht sie in seinen Umsturzplan ein. Er fragt sie erneut, ob sie ihn mehr liebe als ihren Vater. Mazeppa geht um Verzeihung bittend, und Maria kommen erste Zweifel. Von ihrer Mutter, die sich heimlich zu ihr schleicht, erfährt sie, dass Mazeppa ihren Vater hinrichten werde.
Szene 3 (Richtstätte bei den Wallanlagen): Fassungslos eilen Maria und Ljubow zum Richtplatz, um Gnade zu erflehen, kommen aber zu spät. Kotschubej und sein Freund Iskra werden hingerichtet.

### Dritter Akt
Zwischenspiel (Schlacht bei Poltawa) Der Krieg zwischen den Schweden und den verbündeten Kosaken Mazeppas und Russland ist ausgebrochen. Sinfonische Musik malt die Schlacht bei Poltawa nach. Die russischen Truppen haben die Oberhand gewonnen.
Szene 1 (Ruinen des Kotschubej-Hauses): Andrej erscheint aus dem Gebüsch und erkennt den inzwischen verwüsteten Garten der Kotschubejs wieder. Da taucht auch Mazeppa auf, der inzwischen zum Gejagten geworden ist. Er wird von Andrej angeklagt und bedroht. Mazeppa erschießt ihn im Duell. Da erscheint auch Maria, die den Verstand verloren hat. Sie erkennt Mazeppa nicht mehr und dieser lässt sie fliehend zurück. Sie findet den sterbenden Andrej und wiegt ihn wie ein Kind in ihren Armen.

## Instrumentation
Die Orchesterbesetzung der Oper enthält die folgenden Instrumente:
- Holzbläser: drei Flöten (3. auch Piccolo), zwei Oboen, zwei Klarinetten, zwei Fagotte
- Blechbläser: vier Hörner, zwei Pistons, zwei Trompeten, drei Posaunen, Tuba
- Pauken, Schlagzeug: große Trommel, Becken, kleine Trommel, Triangel, Tamburin
- Harfe
- Streicher
- Bühnenmusik: vier Trompeten, Militärtrommel, Banda (nicht spezifiziert)